# Berg (Turgowia)
Berg – miejscowość i gmina (Politische Gemeinde) w północno-wschodniej Szwajcarii, w kantonie Turgowia, w okręgu (Bezirk) Weinfelden.  

## Demografia
W Bergu mieszka 3 449 osób. W 2021 roku 15% populacji gminy stanowiły osoby urodzone poza Szwajcarią. 

## Współpraca
Miejscowość partnerska:
- Królik Polski, Polska

## Transport
Przez teren gminy przebiegają drogi główne nr 437, nr 469 i nr 470.